# Védeny
Védeny (németül Weiden am See) mezőváros Ausztriában, Burgenland tartományban a Nezsideri járásban.

## Fekvése
Nezsidertől 9 km-re nyugatra a Fertő északi partján fekszik.

## Története
A régészeti leletek tanúsága szerint területén már a kőkorszakban éltek emberek. 1944-ben a bádeni kultúra településének nyomait tárták itt fel. Az Unterfeld nevű településrészen két, a mosoni kultúrához tartozó kora bronzkori sír került elő. A temetkezés környékén számos római kori lelet is előkerült. További kora bronzkori temetkezésre bukkantak a Nezsider felé eső községhatár mellett. 1939-ben egy római kőszarkofág került itt elő a 2. – 3 . századból.
A mai települést 1338-ban említik először „Weyden” alakban. Nevét általában a középfelnémet „bi den Widen” (a fűzfánál) kifejezésből származtatják. 1413-ban a falu a pozsonyi székeskáptalan birtoka volt. 1413 és 1848 között Védeny a környék néhány településével együtt a győri székeskáptalanhoz tartozott. 1588-ban Rudolf királytól vásártartási jogot és címert kapott. A szőlészet és borászat már a 16. század második felében a védenyi családok egyik fő bevételi forrása volt, csúcspontját a 17. században érte el.
Vályi András szerint  „VÉDENY. Weiden. Mezőváros Mosony Várm. földes Ura a’ Győri Káptalanbéli Uraság, lakosai katolikusok, fekszik épen a’ Fertő’ partyán, Nizsidertől 1/4, Gálostól 1/2, Gatától 1 órányira; határjának fele hegyes, és dombos, más része pedig egyenes; hegyes helyein szőlejik vagynak, a’ lápon pedig változtatva, hol búzát, hol rozsot, hol pedig tavaszit vetnek; erdeje kitsiny, réttye, legelője kevés, Fertö tavában halászattya, és nádgya van, piatza Nizsiderben.”
Fényes Elek szerint  „Védeny, (Weiden), német m.v. Moson vmegyében, a Fertő tava mellett, 913 kath. lak., paroch. templommal. Erdeje kicsiny. Szőlőhegye igen jó és becses fejér bort terem, s 1431 kapára terjed. A lakosok birnak 31 3/ urb. telek után 320 h. második, 827 h. harmadik, 63 hold negyedik osztálybeli fekete agyag szántóföldet, s 57 h. rétet, s több káposztás kerteket. Birja a győri káptalan, s ut. post. Moson.”
1910-ben 1091, túlnyomórészt német lakosa volt. A trianoni békeszerződésig Moson vármegye Nezsideri járásához tartozott. A település mai is híres borairól és több évszázados borkultúrájáról, borospincéiről.

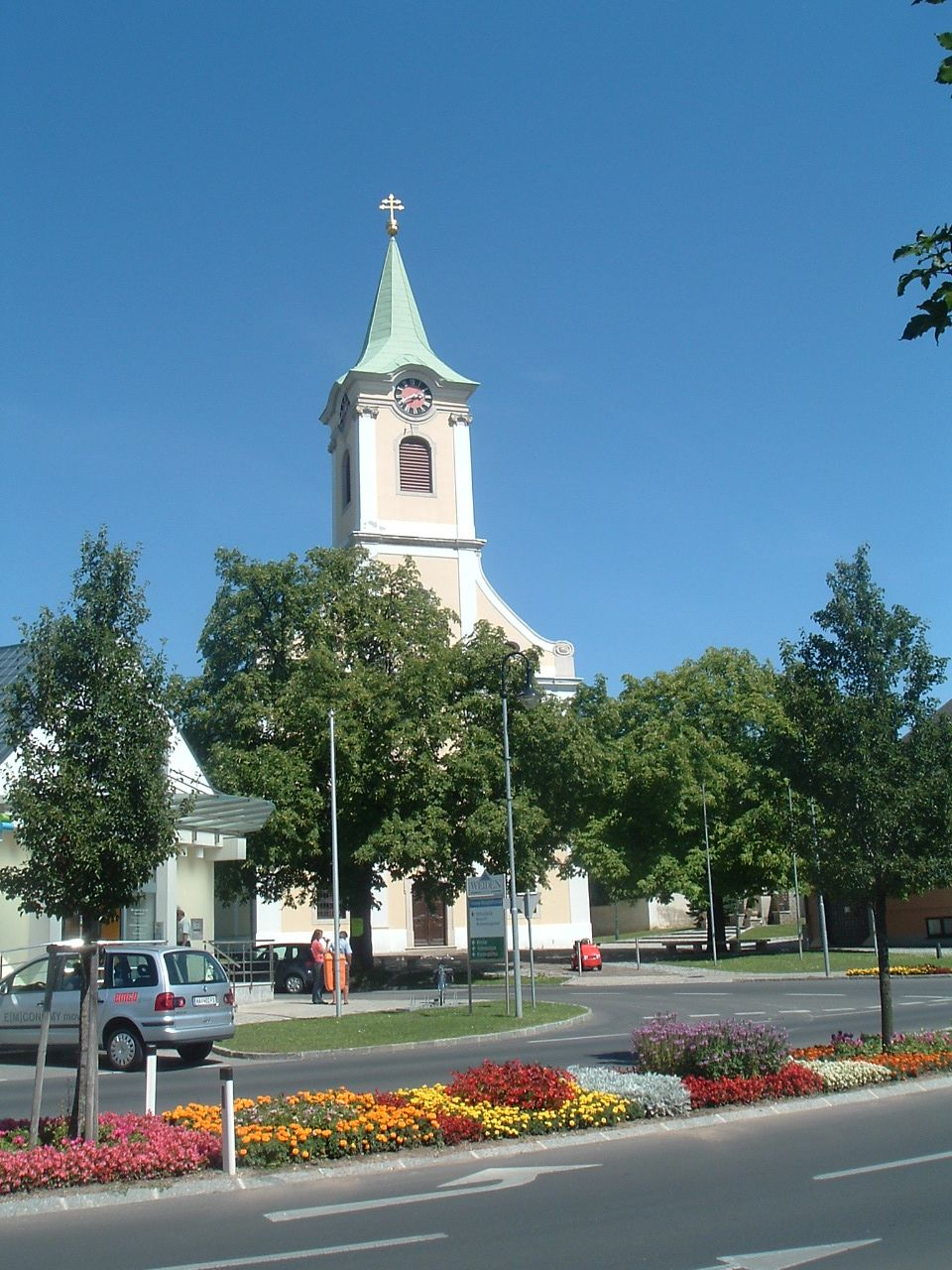
Védeny - Szentháromság templom

## Nevezetességei
- A Szentháromság tiszteletére szentelt római katolikus plébániatemploma 1782 és 1786 között épült barokk stílusban. A barokk főoltár, a szószék és az orgona 1790-ben az Ágoston rendi atyák brucki kolostortemplomából kerültek ide.
- A plébánia épülete 1743-ból származik.
- A templom mögötti Szentháromság-oszlop a 18. században készült.
- A Pestisoszlop a Szentháromság, Szent József és Nepomuki Szent János szobraival 1745-ben készült.
- Az Immaculata-oszlop a földgömbön álló Szűzanya alakjával a 18. század második felében készült.
- A Pieta és a Tisztítótűz ábrázolásával készített nagy kőkereszt a 19. század elején készült.
- Az Ecce Homo-oszlopot 1617-ben állították.
- A Rosenberggasse 2. falmélyedésében látható Pieta-szobor a 18. század közepéről származik.
- Az uradalmi magtár épületét 1824-ben a győri székes káptalan építtette.
- A faluban hetente Borhegy-kirándulást szerveznek az ide látogatóknak.

## Külső hivatkozások
- Hivatalos oldal
- Védeny adózóinak névsora 1715-ben
- Rövid ismertető[halott link]
- Védeny az Osztrák Statisztikai Hivatal honlapján